# Elisa Sednaoui
Elisa Sednaoui (Bra, Italia, 1987) es una modelo y actriz italiana de origen franco-egipcio.  Ha aparecido en películas como Eastern Drift, La Baie du renard, Bus Palladium, Les Gamins o Remember Now. También ha realizado campañas de moda para Chanel, Giorgio Armani, Missoni o Roberto Cavalli. En 2013,  creó la Fundación Elisa Sednaoui para promover el aprendizaje creativo.

## Biografía

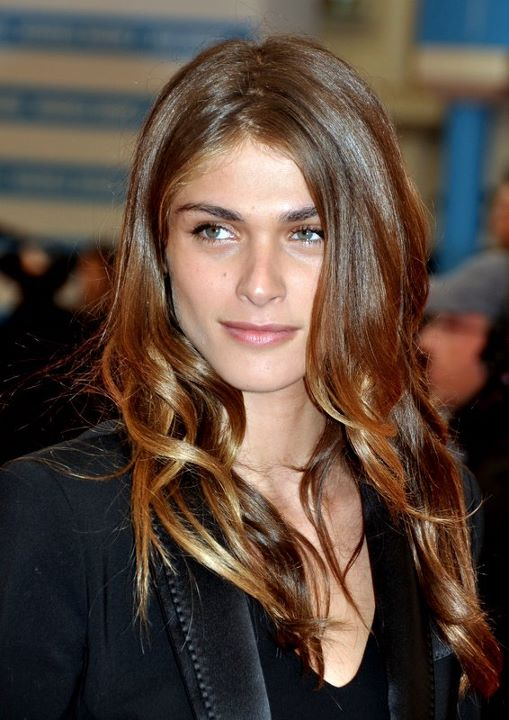
Elisa Sednaoui, fotografiada en Deauville en 2011

Elisa Sednaoui nació el 14 de diciembre de 1987 en Bra, un pueblecito del Piamonte italiano. Se crio en tres países, Egipto (donde pasó mucho tiempo en la ciudad de Lúxor), Italia y Francia. Su madre es de origen italiano, mientras su padre tiene origen sirio y raíces egipcias y francesas. La familia Sednaoui es una familia de credo melquita, es decir, católicos griegos de origen sirio, y encuentra sus raíces en la ciudad de Sednaya, precisamente donde tiene origen su apellido. La familia Sednaoui emigró a Egipto a finales del siglo XIX y prosperó en comercios y tiendas en El Cairo. Más tarde, sus negocios llegaron hasta Londres, París o Nueva York.

## Trayectoria
Elisa Sednaoui rodó su primer largometraje a las órdenes de Šarūnas Bartas. El filme, Eastern Drift, fue estrenado en París en diciembre de 2010. La película fue presentada en la Berlinale de 2010, en la sección “Cine Nuevo”. Posteriormente participa en el rodaje de la película La Baie du renard, que fue seleccionada para cerrar la Semana de la Crítica en el Festival de Cannes de 2009. Sednaoui protagonizó, junto a Pierre Torreton, la clausura del festival.
Más tarde rodó Bus Palladium, largometraje del director Christopher Thompson, protagonizado por Marc André Grondin y Arthur Dupont. Sednaoui también protagonizó el cortometraje Remember Now y ha participado en el rodaje de películas como Love Lasts Three Years, estrenada en enero de 2012 o La Leyenda de Kaspar Hauser.

## Realizadora
Elisa Sednaoui ha codirigido con Martina Gilí el documental Kullu Taman (Everything is Good). La película describe el campo de Lúxor, la ciudad egipcia en la que se crio Sednaoui.

## Filmografía seleccionada
| Año  | Título                       | Personaje        | Notas                                                            |
| ---- | ---------------------------- | ---------------- | ---------------------------------------------------------------- |
| 2010 | Bus Palladium                | Laura            | Dirigida por Christopher Thompson                                |
| 2010 | Eastern Drift                | Gabriella        | Título original: Indigène d'Eurasie. Dirigida por Šarūnas Bartas |
| 2012 | L'amor dure trois ans        | Anne             | Dirigida por Frédéric Beigbeder                                  |
| 2012 | La leggenda di Kaspar Hauser | La Chica Perdida | Por Davide Manuli, Presentando Vincent Gallo                     |
| 2013 | Les Gamins                   | Irène            | Por Anthony Marciano. Presentando Max Boublil, Alain Chabat      |
| 2014 | Telenovela                   | Francesca        | Serie televisión                                                 |

## Fundación Sednaoui
En 2013, la actriz y modelo creó la Fundación Elisa Sednaoui, una entidad que promueve el aprendizaje creativo a través de programas escolares para jóvenes. El programa piloto de la fundación fue un taller de música para jóvenes en Lúxor (Egipto), que tuvo lugar en abril de 2014.

## Moda
Además de cine, Sednaoui ha aparecido en campañas publicitarias para Chanel Eyewear, Giorgio Armani o Roberto Cavalli y ha posado para el fotógrafo Steven Klein o el realizador Johan Renck. En diciembre de 2015 colaboró con el director italiano Paolo Sorrentino en su campaña para Missoni. Ha sido también una de las musas del modisto Karl Lagerfeld. Elisa Sednaoui ha sido portada de revistas como Glamour, Vogue, Vanity Fair, L'Officiel, Estilo, Marie Claire y Elle, entre otras.